# Alla lyckliga stunder
Alla lyckliga stunder är ett samlingsalbum av Lotta Engberg, släppt 21 november 2007 .

## Låtlista
1. "100%"
2. "Tusen vackra bilder"
3. "Juliette & Jonathan"
4. "Äntligen på väg"
5. "Sån't är livet" ("You Can Have Her")
6. "Jag önskar att det alltid vore sommar" ("It Might As Well Rain Until September")
7. "Bang en boomerang"
8. "Stanna en stund"
9. "I'm Gonna Rock it"
10. "En liten stund på Jorden"
11. "Håll om mig nu"
12. "Breaking Up Is Hard to Do"
13. "Genom vatten och eld"
14. "Alla lyckliga stunder[2]"